# SHADOW
SHADOW（シャドー）とは、1989年に元ジャニーズJr.たちによって結成された男性アイドルグループである。　旧グループ名：「新・フォーリーブス」、「新・光GENJI」。　SHADOWの別表記名：「影（シャドー）」。
1年後には「牛若丸」（後述）というグループに発展。 この他にも、「THE BLACK」、「ESCAPE」、「WAXY」、「AMBIENCE」（それぞれ後述）といった、後身グループ、派生グループが次々と生まれた。

## 概要
1988年11月より、フォーリーブスの北公次が展開していたジャニーズ事務所に対する糾弾活動に共鳴し、かつてジャニーズ事務所に所属していた元・ジャニーズJr.たちが北公次の元へ集い、結成した。最初は阿部・平本・倉田・赤木の4名だけで「新・フォーリーブス」の名でステージデビュー。その後メンバーも増え、「新・光GENJI」→「SHADOW」へと改名していった。インディーズながらレコード&CDデビューも果たし、一時はライブも毎月行っていた。また、十数本のプロモーションビデオも制作され、ファンクラブにてインディーズ発売された。その後、メンバーの間で揉め事が起きた為、1990年3月26日のよみうりホールのステージにて解散した。

## メンバー
- 阿部順一 （リーダー、愛称「ジュン」。1966年6月25日生まれ、東京都出身、血液型・B型。）
ジャニーズ時代には、テレビドラマ『3年B組貫八先生』や、『月曜ドラマランド』の「どっきり双子先生・乙女学園男子部」シリーズ（全8話、1983年11月14日 - 1984年3月19日）や、「乙女学園すみれ寮」シリーズ（全4話、1984年4月23日 - 9月10日）で活躍していた。
- 平本淳也 （1966年6月14日生まれ、神奈川県厚木市出身、血液型・B型）
元「ジャPAニーズ・ジュニア」のメンバー。 ジャニーズ事務所に入る前は「東京宝映テレビ（現：宝映テレビプロダクション）」に在籍した。 祖父がアメリカ人のクオーター。 1983年には映画『あいつとララバイ』にも出演した。 後に「初のジャニーズ出身ライター“カルチャースター”」として数多くの書籍を出版。現在は「株式会社ジェイズ」ほか多くの企業の代表取締役CEOを務めている。
- 倉田順一 （愛称「クラポン」、「カッポン」。1968年1月20日生まれ）
SHADOWの解散後は「AMBIENCE」というバンドに加入するもすぐに脱退。
- 安藤孝秋 （愛称「タカさん」、1967年3月10日生まれ、神奈川県出身、血液型・AB型）
1994年に『青春』という曲でソロ歌手デビュー。
- 山崎銀
本名：山崎正人。愛称「銀」、「銀ちゃん」。1970年2月23日生まれ。長野県長野市松代町生まれの千葉県鎌ケ谷市育ち。血液型・B型。
元「桜隊予備軍」のメンバー。 また、GENJIの候補メンバーでもあった。 ジャニーズ時代の愛称は「マットくん」で、ジャニー喜多川による命名。 「SHADOW」と「牛若丸」を経た後は「斎藤耕一プロダクション」（現在は倒産）へ移籍し、1993年10月9日公開の映画『望郷』に出演した。原作は窪田操が実話を基に書いた『ぼっけもん-クボタ社長の壮絶な人生録』（1991年4月、データハウス刊。“ぼっけもん”とは鹿児島地方の方言で“勇気ある者”の意）。 その後は地元・鎌ケ谷市で居酒屋の店長として働く中、1995年にはシングルカセットを自主出版している。 また、2005年には「木山将吾」名義で暴露本『SMAPへ - そして、すべてのジャニーズタレントへ』を出版した。
- 赤木奈緒 （本名：小林直行。愛称「ナオ」、1972年4月24日生まれ）
1988年1月31日にジャニーズ事務所に入所。同期生には坂本昌行や国分太一、下記「ESCAPE」の甲斐友一らが居る。
「SHADOW」「牛若丸」を経て芸能界を引退。

- 井上真弘 （愛称「マッくん」、1972年12月21日生まれ、横浜市出身）
市村和也との交替で加入。ジャニーズ事務所に所属していた事は一度も無いメンバー。

### 脱退メンバー
- 市村和也
ジャニーズ事務所に所属していた事は一度も無いメンバーだったが、阿部の誘いで加入した。脱退後はバンド「THE BLACK」を結成。

## 主なライブ
- 北公次事務所設立記念第一回企画「ウィ・アー・ザ・ジャニーズ」（1989年11月8日、東京都港区・abc会館）
- SHADOW クリスマスコンサート （1989年12月25日、パルテノン多摩小ホール）
- スペシャルコンサート （1990年2月24日、ヤクルトホール）
- ウィ・アー・ザ・ジャニーズ PARTII （1990年3月4日、abc会館）
- ミラクルコンサート （1990年3月26日、よみうりホールでの解散コンサート）　他多数

## ディスコグラフィ

### CD
- WAZA WAZA　c/w　雨になりそうさ （1989年、シングル）
- ウィ・アー・ザ・ジャニーズ （全13曲、1989年12月10日、オムニバスアルバム）

### カセット
- 太陽はひとりぼっち （全6曲、1989年）
本家光GENJIのシングル曲『太陽がいっぱい』に対抗して名付けられたタイトル。
- ウィ・アー・ザ・ジャニーズ （全11曲、1989年12月10日、オムニバス作品）
- シャドー パート2～ガンバレ!奈緒ちゃん! （全12曲、1990年2月24日）

### ビデオ
- 8人目の光GENJI～1989・夏・白馬 （1989年、45分）
- 太陽はひとりぼっち～1989・8・12 デビューコンサート （1989年、60分）
- ウィ・アー・ザ・ジャニーズ （1989年12月10日）
- クリスマスコンサート～1989・12・25 （1990年）
- シャドー元気です!!～帰ってきた奈緒!! （1990年2月24日、60分）
- スペシャルコンサート～1990・2・24 （1990年）
- ミラクルコンサート・勇気と愛をありがとう!!～1990・3・26 （1990年、60分）

など、計10数本のビデオをリリース。

## 書籍
- 8人目の光GENJI （1989年6月、データハウス）
- 新・光GENJI　ハロー・アイ・ラブ・ユー （1989年10月、データハウス）
- がんばれ!!光GENJI　新・光GENJIへの手紙 （1990年2月、データハウス）
- 新・光GENJI解散!　7人の新たなる旅立ち  （1990年6月、データハウス）

## 牛若丸
SHADOWの解散後４名のメンバーで結成。　1990年4月3日から、新たに京都市左京区北白川へ拠点を移して活動した。「牛若丸」という名前の喫茶店も同地にオープンした。

### メンバー
- 阿部順一 （リーダー）
- 山崎銀
- 赤木奈緒
- 井上真弘

### テレビ出演
- はぐれ刑事純情派 （テレビ朝日）エキストラ出演

### 主なライブ
- 「牛若丸・JUMPING LIVE」 （1990年6月17日、「MUSE 389KYOTO」）
- 「牛若丸・SUMMER JUMPING TOUR '90 Vol.1（デビュー曲発表LIVE）」 （1990年7月25日、京都市左京区「び・ぜん・ぎゃるり」）
- 「長浜スーパーライブファンタジア」 （1990年9月1日、滋賀県「長浜市豊公園多目的広場特設ステージ」）　他多数

## 関連グループ

### THE BLACK
SHADOWを脱退した市村を中心に結成されたバンド。持ち歌には『カモン!』、『うらぎりベイビーフェイス』などがあった。
メンバー
- 市村和也 （リーダー、ボーカル。ジャニーズ事務所とは無関係）
- 佐藤つとむ （ボーカル）
- 村田一也 （ボーカル。愛称「いっち」。ジャニーズ事務所とは無関係）
- ヘラクレス荻須 （ギター。ジャニーズ事務所とは無関係）
- パンク古川 （ベース。ジャニーズ事務所とは無関係）
- ワイルド・バン （ドラム。ジャニーズ事務所とは無関係）

### ESCAPE
- 1990年、SHADOWの解散直後に、平本淳也のプロデュースにより結成されたアイドルグループ。主力メンバーだった甲斐友一が脱退した事を機に解散となった。

メンバー
- 甲斐友一 （かい ゆういち。愛称「トモ」）
1988年1月31日にジャニーズ事務所に入所。同期生には坂本昌行や国分太一、上記「SHADOW」の赤木奈緒らが居る。 ジャニーズJr.時代には、『ひらけ!ポンキッキ』でムックの中に入って踊るという仕事をしていた。 ESCAPE解散後は「劇団飛行船」へと移籍した。
- 小林篤志 （愛称「アッチ」）
- 村田一也 （リーダー。ジャニーズ事務所とは無関係）
- 小林弘之進 （こばやし こうのしん。愛称「コーくん」。ジャニーズ事務所とは無関係）

脱退メンバー
- 野上安孝 （愛称「デビット」。ジャニーズ事務所とは無関係）

### WAXY
ワクシー。大阪から上京してきた6人組バンド。ESCAPEのバックバンドとして活動。
メンバー
- 増岡久也 （ボーカル）
- 他5名

### AMBIENCE
アンビエンス。SHADOW解散後に倉田が加入したロックバンド。1990年8月2日に四谷のライブハウス「フォーバレー」にて1stライブを行った。
メンバー
- 倉田順一 （ボーカル）
- 池谷徳成 （いけたに とくしげ。ベース。ジャニーズ事務所とは無関係）
- 遠藤修平 （ギター、コーラス。ジャニーズ事務所とは無関係）
- 本郷ハヤト （リーダー。ドラム。ジャニーズ事務所とは無関係）